# Alpi del Monte Rosa
Le Alpi del Monte Rosa sono un'ampia sezione delle Alpi Pennine, che interessa l'Italia (Valle d'Aosta e Piemonte) e la Svizzera (Canton Vallese), comprendendo al suo interno il massiccio del Monte Rosa con i relativi contrafforti meridionali.

## Generalità
Comunemente le Alpi del Monte Rosa si distinguono dal Massiccio del Monte Rosa perché includono anche le creste di montagna che si propagano a sud interessando le valli valdostane (Valtournenche, Val d'Ayas e Valle del Lys) e le valli piemontesi (Valsesia e Valle Anzasca): queste creste vengono definite rispettivamente come contrafforti valdostani del Monte Rosa e contrafforti valsesiani del Monte Rosa.

## Classificazione

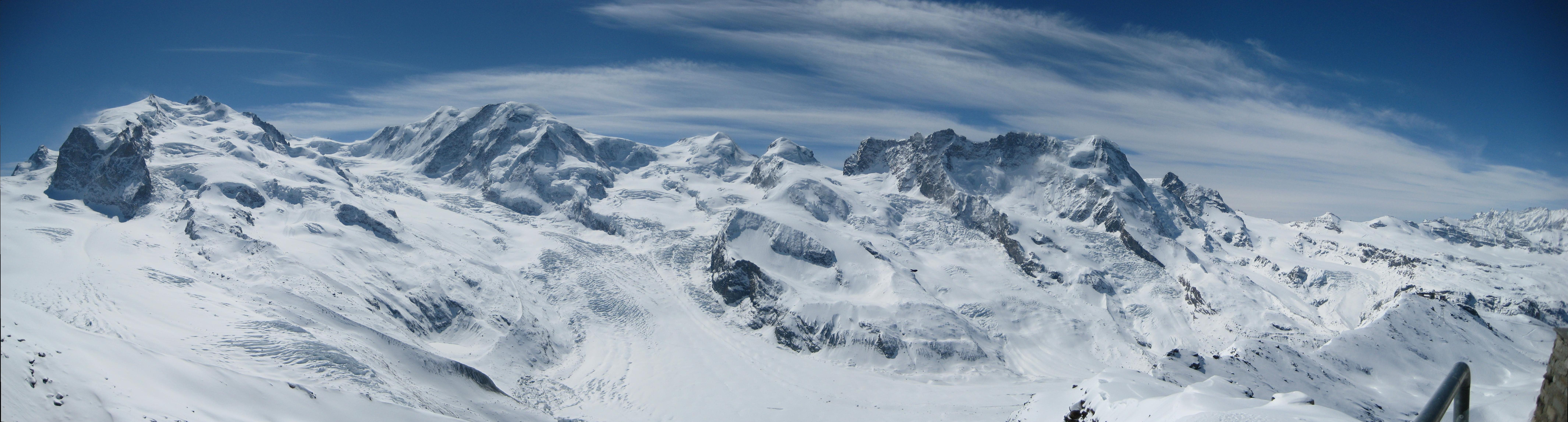
L'ampio massiccio del Monte Rosa visto da nord in Svizzera dal Gornergrat: a destra il Breithorn, al centro il Lyskamm, a sinistra il Monte Rosa, ancora più a sinistra non visibile la Cima di Jazzi

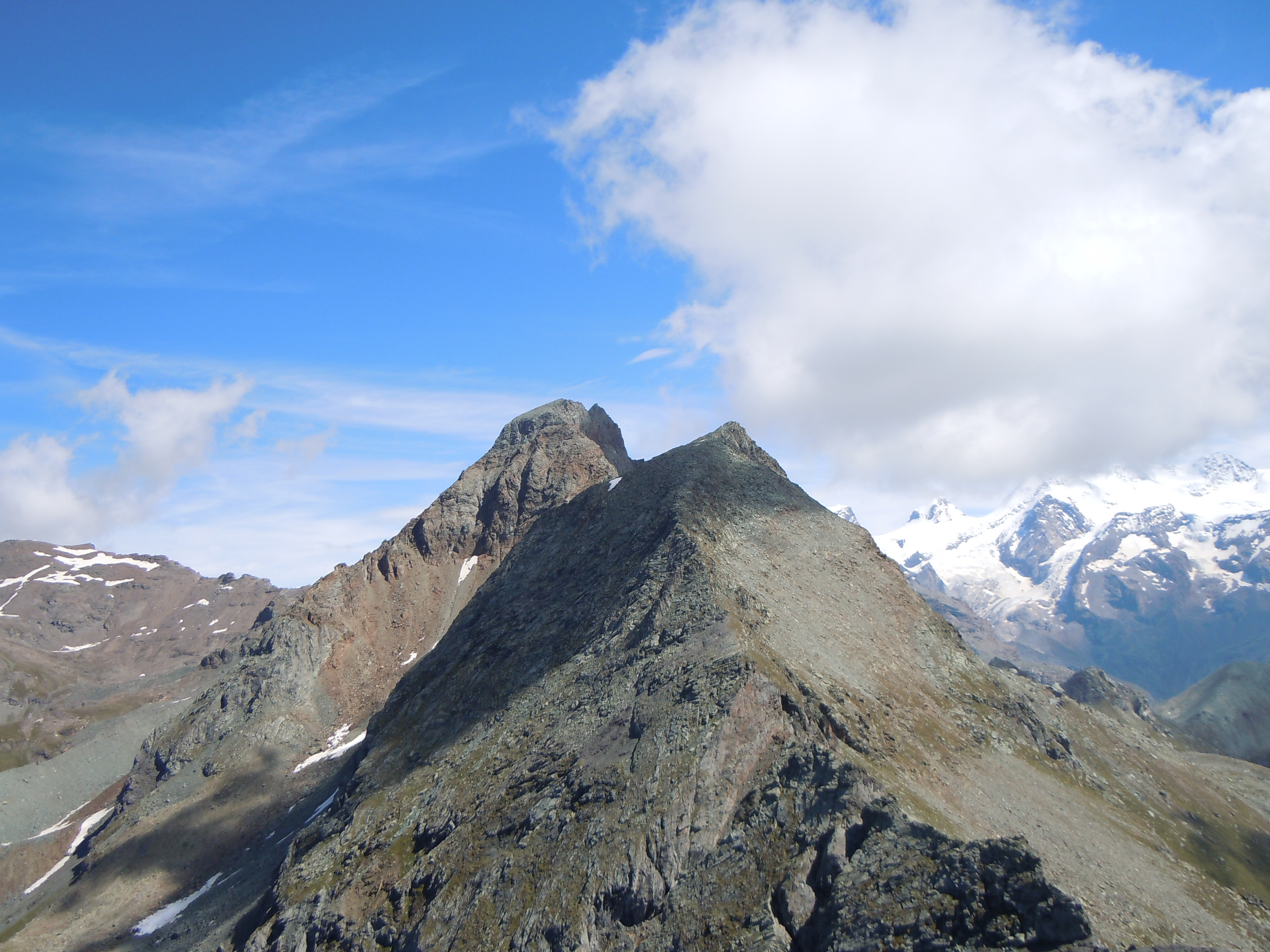
Grand Tournalin

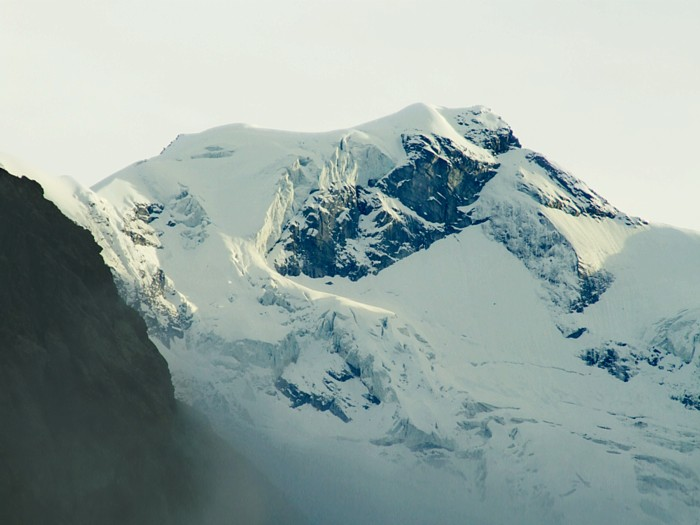
Punta Grober

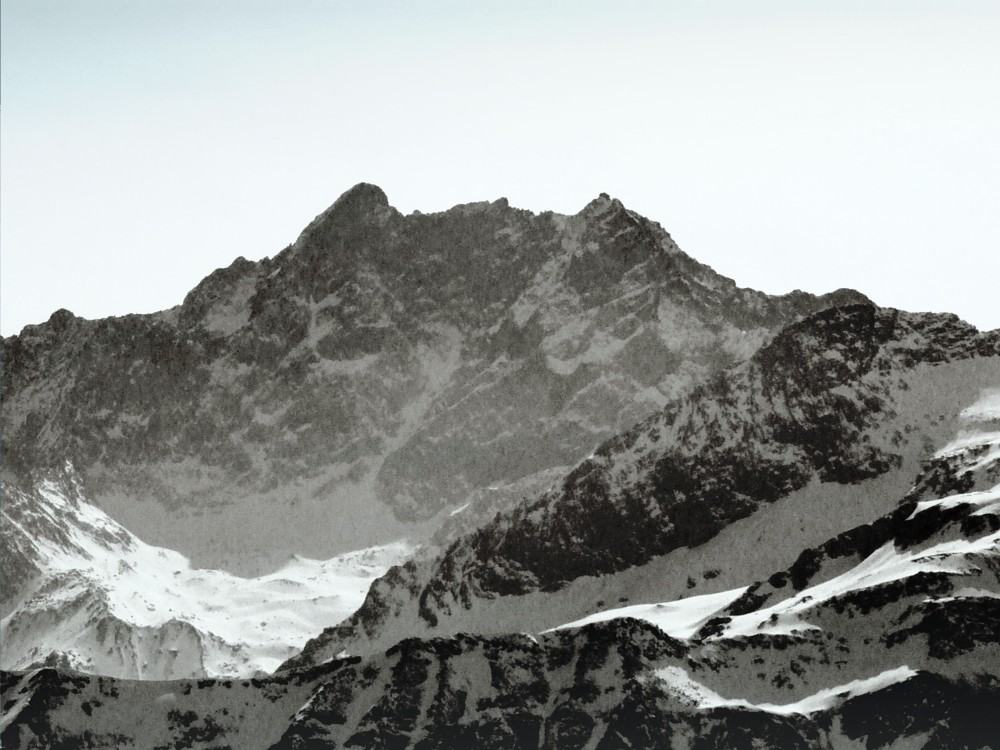
Corno Bianco

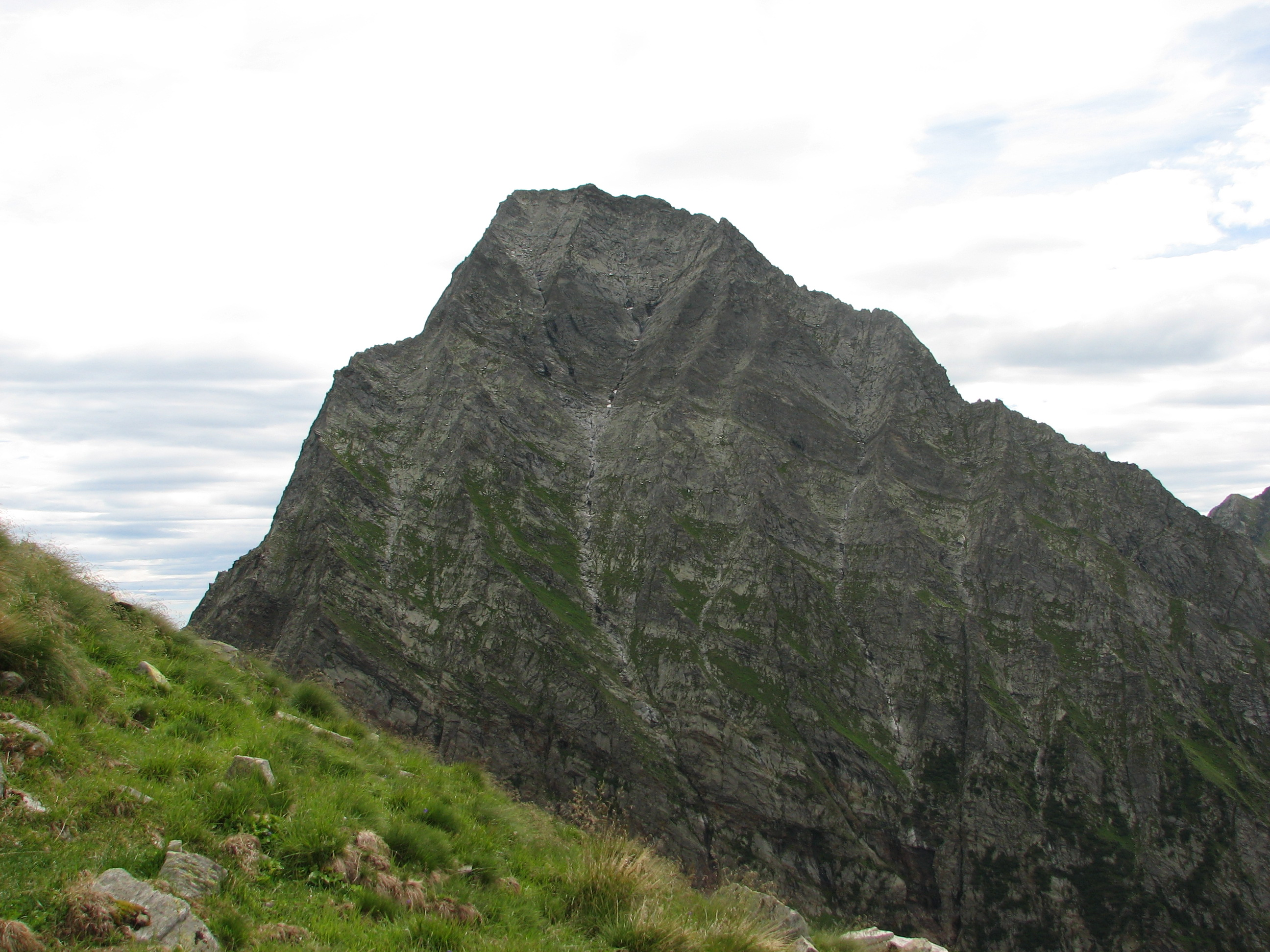
Monte Tagliaferro

Secondo la SOIUSA le Alpi del Monte Rosa sono una sottosezione alpina con la seguente classificazione:
- Grande parte = Alpi Occidentali
- Grande settore = Alpi Nord-occidentali
- Sezione = Alpi Pennine
- Sottosezione = Alpi del Monte Rosa
- Codice = I/B-9.III

## Limiti geografici
Le Alpi del Monte Rosa confinano:
- a nord con le Alpi del Mischabel e del Weissmies (nella stessa sezione alpina) e separate dal Passo del Monte Moro;
- a nord-est con le Alpi Ticinesi e del Verbano (nelle Alpi Lepontine) e separate dalla Val d'Ossola;
- a sud-est con le Alpi Biellesi e Cusiane (nella stessa sezione alpina) e separate dal Colle del Loo (dove cominciano le Alpi Biellesi) e dal Tesslu[1] (dove cominciano invece le Alpi Cusiane);
- a sud-ovest con le Alpi del Gran Paradiso (nelle Alpi Graie) e separate dal corso del fiume Dora Baltea;
- ad ovest con le Alpi del Weisshorn e del Cervino (nella stessa sezione alpina) e separate dal Colle del Teodulo.

Nel dettaglio e ruotando in senso orario i limiti geografici sono: Colle del Teodulo, Zermatt, Findeln, Schwarzberg-Weisstor, Passo del Monte Moro, Valle Anzasca, Val d'Ossola, torrente Strona, il Tesslu, torrente Mastellone, Varallo Sesia, torrente Sesia, Piode, Torrente Sorba, Colle del Loo, torrente Loo, Valle del Lys, Pont-Saint-Martin, fiume Dora Baltea, Valtournenche, Colle del Teodulo.

## Suddivisione
Le Alpi del Monte Rosa sono suddivise in tre supergruppi, sette gruppi e sei sottogruppi:
- Gruppo del Monte Rosa i.s.a. (A)
  - Catena Breithorn-Lyskamm (A.1)
  - Massiccio del Monte Rosa (A.2)
  - Gruppo della Cima di Jazzi (A.3)
    - Sottogruppo della Cima di Jazzi (A.3.a)
    - Sottogruppo Stockhorn-Gornergrat (A.3.b)
- Contrafforti valdostani del Monte Rosa (B)
  - Costiera Tournalin-Zerbion (B.4)
  - Costiera Testa Grigia-Frudiera (B.5)
    - Costiera della Testa Grigia (B.5.a)
    - Costiera di Frudiera (B.5.b)
- Contrafforti valsesiani del Monte Rosa (C)
  - Costiera del Corno Bianco (C.6)
  - Costiera Punta Grober-Tagliaferro-Montevecchio (C.7)
    - Sottogruppo della Punta Grober (C.7.a)
    - Costiera del Monte Tagliaferro (C.7.b)
      - Contrafforte Piglimò-Tagliaferro (C.7.b/a)
      - Contrafforte Montevecchio-Quarazzola-Capezzone (C.7.b/b)
      - Contrafforte della Cima Lampone (C.7.b/c)
      - Contrafforte della Cima Colmetta (C.7.b/d)

## Vette
Le vette principali e più alte si trovano nel massiccio del Monte Rosa; la massima elevazione è raggiunta dalla Punta Dufour che raggiunge i 4.634 m. I Contrafforti valdostani del Monte Rosa raggiungono la loro massima elevazione con il Grand Tournalin (3.379 m) mentre i Contrafforti valsesiani del Monte Rosa hanno come vetta più alta la Punta Grober (3.497 m).